# La condena (canción)
«La condena» es una canción de la agrupación mexicana de rock Elefante, incluido en su segundo álbum de estudio Lo que andabamos buscando y lanzado como el primer sencillo del álbum a través de la discográfica Sony. La canción fue escrita por Rafael López Arellano y Reyli Barba.

## Lista de canciones

### CD - Maxi sencillo[6]
| La Condena — Single |              |          |  |
| N.º                 | Título       | Duración |  |
| 1.                  | «La Condena» | 4:40     |  |

## Créditos y personal
- Reyli Barba - Vocales, coros, líricas, arreglos, guitarra acústica
- Rafael López Arellano - Guitarra eléctrica, arreglos
- Flavio López Arellano "Ahis" - Guitarra acústica, arreglos
- Luis Portela "Gordito Tracks"- Bajo, teclados, arreglos
- Iván Antonio Suárez "Iguana"- Batería, arreglos

## Posiciones en las listas
| Listas                                     | Posición |
| ------------------------------------------ | -------- |
| Estados Unidos Billboard Hot Latin Tracks  | 16       |
| Estados Unidos Billboard Latin Pop Airplay | 47       |